# میکائیل بوزاره
میکائیل بوزاره (انگلیسی: Mickaël Buzaré؛ زادهٔ ۳۰ ژوئن ۱۹۷۶) بازیکن فوتبال اهل فرانسه است.
از باشگاه‌هایی که در آن بازی کرده‌است می‌توان به باشگاه فوتبال رن و باشگاه فوتبال استاد برستوا ۲۹ اشاره کرد.
وی همچنین در تیم ملی فوتبال Brittany بازی کرده‌است.